# Norimichi Yamamoto
Norimichi Yamamoto (jap. 山本 義道, Yamamoto Norimichi; * 25. Juli 1995 in Kitakyūshū, Präfektur Fukuoka) ist ein japanischer Fußballspieler.

## Karriere
Norimichi Yamamoto erlernte das Fußballspielen in der Schulmannschaft des Biwako Seikei Sport College in Ōtsu. Seinen ersten Vertrag unterschrieb er 2018 bei Zweigen Kanazawa. Der Verein aus Kanazawa spielte in der zweiten Liga des Landes, der J2 League. Bis Ende 2019 absolvierte er 53 Zweitligaspiele. 2020 nahm ihn der Erstligist Yokohama F. Marinos aus Yokohama unter Vertrag. Von August 2020 bis Saisonende wurde er an den Zweitligisten Júbilo Iwata nach Iwata ausgeliehen. Für Iwata absolvierte er 22 Zweitligaspiele. Nach Ende der Ausleihe wurde er von Iwata im Februar 2021 fest unter Vertrag genommen. Ende 2021 feierte er mit Júbilo die Meisterschaft der zweiten Liga und den Aufstieg in die erste Liga. Nach nur einer Saison in der ersten Liga musste er am Ende der Saison 2022 als Tabellenletzter wieder den Weg in die zweite Liga antreten. Im Juli 2023 wechselte er auf Leihbasis zum ebenfalls in der zweiten Liga spielenden Zweigen Kanazawa. Am Ende der Saison musste er mit dem Klub als Tabellenletzter in die dritte Liga absteigen. Für Zweigen bestritt er 13 Ligaspiele.

## Erfolge
Júbilo Iwata
- Japanischer Zweitligameister: 2021